# جان کوک (پرتاب‌گر وزنه)
جان کوک (انگلیسی: John Kuck؛ ۲۷ آوریل ۱۹۰۵ – ۲۱ سپتامبر ۱۹۸۶) پرتاب‌گر وزنه اهل ایالات متحده آمریکا بود.
وی در مسابقات کشوری و بین‌المللی در مجموع برندهٔ ۱ مدال طلا شده‌است.